# Kadri Veseli
Kadri Veseli, né le 31 mai 1967 à Mitrovica (alors en République fédérative socialiste de Yougoslavie), est un homme politique kosovar, leader du Parti démocratique du Kosovo (PDK), et président de l'Assemblée.
C'est l'un des fondateurs et dirigeants de l'Armée de libération du Kosovo. Il est également chef des services de renseignement du Kosovo, une organisation de renseignement de l’après-guerre.
En juin 2020, les procureurs du tribunal spécial pour le Kosovo accusent le président kosovar Hashim Thaci de « crimes contre l'humanité et de crimes de guerre, y compris meurtre, disparition forcée de personnes, persécution et torture ». Ces accusations concernent également Kadri Veseli. L'acte d'accusation avance que Hashim Thaci, Kadri Veseli et les autres suspects accusés seraient pénalement responsables de près de 100 meurtres.